# Jonathan Erlich
Jonathan Dario "Yoni" Erlich, född 5 april 1977 i Buenos Aires, Argentina, är en israelisk högerhänt professionell tennisspelare, utpräglad dubbelspecialist. I dubbel har Erlich nått rank 5 som högst, en tid då han främst spelade tillsammans med landsmannen Andy Ram.

## Tenniskarriären
Erlich blev professionell tennisspelare på ATP-touren 1996. Han rankas från juli 2008 (gäller i augusti 2009) som världsetta i dubbel tillsammans med Andy Ram. Erlich har under karriären till augusti 2009 vunnit 13 dubbeltitlar på touren och nått ytterligare 11 finaler.
Erlich och Ram är ett framgångsrikt dubbelpar sedan juni säsongen 2001. Tillsammans har de till augusti 2009 vunnit 12 tour-titlar i dubbel. Säsongen 2003 vann paret sin första titel (Thailand Open), och några veckor senare den andra titeln (Lyon). Säsongen 2004 upprepade de triumfen i Lyon, då de i finalen besegrade Jonas Björkman och Radek Štěpánek med 7-6, 6-2. 
Erlich/Ram finalbesegrade 2006 det topprankade brödraparet Bob och Mike Bryan i Cincinnati med siffrorna 4–6, 6–3, 13-11. I november samma år finalbesegrade de åter bröderna Bryan, nu i China Open (7–6, 2–6, 6–1).
I Grand Slam-turneringar har paret haft betydande framgångar. Som första israeliska par någonsin nådde de 2003 semifinal i Wimbledonmästerskapen. I kvartsfinalen besegrade de andraseedade Mark Knowles/Daniel Nestor. Erlich/Ram vann sin och därmed Israels första GS-titel 2008 i Australiska öppna genom finalseger över Arnaud Clément/Michaël Llodra (7–5, 7–6). 
Erlich var från hösten 2008 till maj 2009 tvingad till speluppehåll beroende på en armbågsskada i höger arm som krävt kirurgiska ingrepp. 
Erlich har deltagit i det israeliska Davis Cup-laget 2000 och 2002-2009. Han har spelat totlat 16 matcher och vunnit 12 av dem. 
Erlich and Ram representerade Israel i olympiska sommarspelen 2004 i Aten, och nådde kvartsfinalen. 

## Spelaren och personen
Jonathan Erlich föddes i Argentina, men familjen flyttade till Haifa i Israel när han var ett år gammal. Numera bor Erlich i Tel Aviv. Han började spela tennis redan som treåring och har spelat turneringar på olika nivåer sedan 7-årsåldern.

## Grand Slam finaler (1)

### Dubbeltitlar: 1
| Resultat | År   | Mästerskap        | Partner  | Finalmotståndare              | Setsiffror  |
| Seger    | 2008 | Australiska öppna | Andy Ram | Arnaud Clément Michaël Llodra | 7–5, 7–6(4) |

## Övriga ATP-titlar
- Dubbel
  - 2000 - Newport (med Harel Levy),
  - 2003 - Bangkok (med Andy Ram), Lyon (med Andy Ram),
  - 2004 – Lyon (med Andy Ram)
  - 2005 - Rotterdam (med Andy Ram), Nottingham (med Andy Ram),
  - 2006 - Adelaide med Andy Ram, Nottingham (med Andy Ram), New Haven (med Andy Ram), Bangkok (med Andy Ram),
  - 2007 - Cincinnati (med Andy Ram)
  - 2008 - Indian Wells (med Andy Ram)